# جون كانينغهام ماكلينن
جون كانينغهام ماكلينن (بالإنجليزية: John Cunningham McLennan)‏ (و. 1867 – 1935 م) هو فيزيائي من المملكة المتحدة . ولد في أونتاريو .
وكان عضواً في الجمعية الملكية .
توفي في باريس ، عن عمر يناهز 68 عاماً.

## التعليم
تعلم في جامعة تورنتو

## مناصب وهيئات
أدار جامعة تورنتو.

## جوائز
حصل على جوائز منها:
- Flavelle Medal [الإنجليزية]‏ (1926)
- قلادة ملكية
- فارس قائد رتبة الإمبراطورية البريطانية
- زمالة الجمعية الملكية.